# Nordic Opening
Das Nordic Opening (bei Austragungen in Ruka auch Ruka Triple, bei Austragungen in Lillehammer auch Lillehammer Triple) war ein Wettbewerb im Skilanglauf, der im Rahmen des Skilanglauf-Weltcups zu Beginn der Saison ausgetragen wurde. Der wie die Tour de Ski und das Skilanglauf-Weltcup-Finale aus mehreren Etappen bestehende Wettbewerb wurde erstmals in der Saison 2010/11 und letztmals in der Saison 2020/21 ausgetragen. Der Wettbewerb bestand in der Regel aus drei Etappen.

## Etappen

### 1. Etappe (Sprint)
Wie die Tour de Ski und das Skilanglauf-Weltcup-Finale startete auch das Nordic Opening mit einem Prolog. Der Prolog wurde sowohl bei den Damen als auch bei den Herren als Sprintwettbewerb ausgetragen. Bei der Qualifikation starteten die aktuell besten 30 Athleten des Gesamtweltcups in einer zuvor ausgelosten Reihenfolge in der ersten Gruppe. Anschließend gingen alle anderen Starter mit Weltcuppunkten an den Start. Athleten ohne Weltcuppunkte starteten gemäß ihren FIS-Sprint-Punkten. Athleten mit den höchsten FIS-Sprint-Punkten starteten als Letzte in der Qualifikation.
Für die 30 besten Athleten, die das Finale erreicht haben, wurden gemäß der Endplatzierung Bonussekunden für die Gesamtwertung vergeben. Die Bonussekunden wurden von der Endzeit des Athleten aus dem Wettbewerb abgezogen.
| Platz         | 1  | 2  | 3  | 4  | 5  | 6  | 7  | 8  | 9  | 10 | 11 | 12 | 13–15 | 16–20 | 21–25 | 26–30 |
| Bonussekunden | 30 | 27 | 24 | 23 | 22 | 21 | 16 | 15 | 14 | 13 | 12 | 11 | 5     | 4     | 3     | 2     |

### 2. Etappe (Einzelwettbewerb)
Alle teilnehmenden Athleten starteten in umgekehrter Reihenfolge der aktuellen Gesamtwertung des Nordic Openings nach dem ersten Wettbewerb. Die 2. Etappe wurde als Einzelwettbewerb mit Individualstart ausgetragen.

### 3. Etappe (Einzelwettbewerb/Handicapstart)
Der letzte Wettbewerb des Nordic Openings wurde als Einzelwettbewerb im Handicapstart ausgetragen. Dies bedeutete, dass der Start gemäß der aktuellen Platzierung in der Gesamtwertung und mit den jeweiligen Rückständen der Athleten auf den Gesamtführenden erfolgte. Bei sehr großen Zeitabständen konnte ein Wellenstart erfolgen. Hierbei starteten Athleten mit unterschiedlichen Rückständen auf den Gesamtführenden gleichzeitig. Der Athlet, der als Erster das Ziel erreichte, war der Gewinner des Nordic Openings. Die Tageswertung wurde gemäß der Tageszeit für die spezifischen Kilometer der Etappe erstellt und konnte somit vom Zieleinlauf abweichen.

## Zeitlimit
Genau wie bei der Tour de Ski konnten Athleten, die ein bestimmtes Zeitlimit während eines Einzelwettbewerbs überschritten, vom Nordic Opening ausgeschlossen werden. Bei Wettbewerben mit einer Distanz von weniger als 5 km Länge lag das Zeitlimit 23 % über der Siegerzeit bei den Damen und 20 % über der Siegerzeit bei den Herren. Bei Etappen mit mehr als 5 km Länge betrugen die Prozentwerte 18 bei den Damen und 15 bei den Herren. Athleten, die diese Prozentwerte überschritten, wurden vom Nordic Opening ausgeschlossen. Bei speziellen Bedingungen konnte die Jury diese Werte anpassen.

## Austragungsorte
| Saison | Etappenort  |
| ------ | ----------- |
| 2010   | Kuusamo     |
| 2011   | Kuusamo     |
| 2012   | Kuusamo     |
| 2013   | Kuusamo     |
| 2014   | Lillehammer |
| 2015   | Ruka        |
| 2016   | Lillehammer |
| 2017   | Ruka        |
| 2018   | Lillehammer |
| 2019   | Ruka        |
| 2020   | Ruka        |

## Gesamtwertung
Die Gesamtwertung des Nordic-Openings basiert auf der kumulierten Zeit aus allen 3 Wettbewerben abzüglich der erkämpften Bonussekunden. Der Athlet mit der geringsten Gesamtzeit ist der Gewinner des Nordic-Openings.

### Männer
| Saison | Sieger                 | Zweiter                | Dritter              |
| ------ | ---------------------- | ---------------------- | -------------------- |
| 2010   | Alexander Legkow       | Dario Cologna          | Daniel Rickardsson   |
| 2011   | Petter Northug         | Dario Cologna          | Eldar Rønning        |
| 2012   | Petter Northug         | Maxim Wylegschanin     | Alexei Poltoranin    |
| 2013   | Martin Johnsrud Sundby | Maxim Wylegschanin     | Alexander Legkow     |
| 2014   | Martin Johnsrud Sundby | Finn Hågen Krogh       | Sjur Røthe           |
| 2015   | Martin Johnsrud Sundby | Petter Northug         | Finn Hågen Krogh     |
| 2016   | Martin Johnsrud Sundby | Johannes Høsflot Klæbo | Matti Heikkinen      |
| 2017   | Johannes Høsflot Klæbo | Martin Johnsrud Sundby | Alexander Bolschunow |
| 2018   | Didrik Tønseth         | Sjur Røthe             | Emil Iversen         |
| 2019   | Johannes Høsflot Klæbo | Emil Iversen           | Iivo Niskanen        |
| 2020   | Johannes Høsflot Klæbo | Alexander Bolschunow   | Emil Iversen         |

### Frauen
| Saison | Siegerin        | Zweite                   | Dritte                     |
| ------ | --------------- | ------------------------ | -------------------------- |
| 2010   | Marit Bjørgen   | Justyna Kowalczyk        | Charlotte Kalla            |
| 2011   | Marit Bjørgen   | Therese Johaug           | Vibeke Skofterud           |
| 2012   | Marit Bjørgen   | Justyna Kowalczyk        | Heidi Weng                 |
| 2013   | Marit Bjørgen   | Charlotte Kalla          | Therese Johaug             |
| 2014   | Marit Bjørgen   | Therese Johaug           | Heidi Weng                 |
| 2015   | Therese Johaug  | Stina Nilsson            | Ingvild Flugstad Østberg   |
| 2016   | Heidi Weng      | Ingvild Flugstad Østberg | Krista Pärmäkoski          |
| 2017   | Charlotte Kalla | Marit Bjørgen            | Ragnhild Haga              |
| 2018   | Therese Johaug  | Ebba Andersson           | Ingvild Flugstad Østberg   |
| 2019   | Therese Johaug  | Heidi Weng               | Astrid Uhrenholdt Jacobsen |
| 2020   | Therese Johaug  | Tatjana Sorina           | Ebba Andersson             |

## Erfolgreichste Athleten

### Männer
| Platz | Name                   | Land     | Von  | Bis  | Sieger | Zweiter | Dritter | Gesamt |
| ----- | ---------------------- | -------- | ---- | ---- | ------ | ------- | ------- | ------ |
| 1     | Martin Johnsrud Sundby | Norwegen | 2013 | 2017 | 4      | 1       | –       | 5      |
| 2     | Johannes Høsflot Klæbo | Norwegen | 2016 | 2020 | 3      | 1       | –       | 4      |
| 3     | Petter Northug         | Norwegen | 2011 | 2015 | 2      | 1       | –       | 3      |
| 4     | Alexander Legkow       | Russland | 2010 | 2013 | 1      | –       | 1       | 2      |
| 5     | Didrik Tønseth         | Norwegen | 2018 | 2018 | 1      | –       | –       | 1      |

Stand: 29. November 2020

### Frauen
| Platz | Name            | Land     | Von  | Bis  | Siegerin | Zweite | Dritte | Gesamt |
| ----- | --------------- | -------- | ---- | ---- | -------- | ------ | ------ | ------ |
| 1     | Marit Bjørgen   | Norwegen | 2010 | 2017 | 5        | 1      | –      | 6      |
| 2     | Therese Johaug  | Norwegen | 2011 | 2020 | 4        | 2      | 1      | 7      |
| 3     | Heidi Weng      | Norwegen | 2012 | 2019 | 1        | 1      | 2      | 4      |
| 4     | Charlotte Kalla | Schweden | 2010 | 2017 | 1        | 1      | 1      | 3      |

Stand: 29. November 2020

## Weltcuppunkte
Für die Gesamtwertung wurde die doppelte Weltcuppunkteanzahl vergeben. Der Sieger des Nordic Openings erhielt somit 200 Weltcuppunkte. Bei jeder Etappe wurden die halbe Punkteanzahl an die ersten 30 Athleten vergeben.
Die erkämpften Weltcuppunkte wurden für die Gesamtwertung und die Disziplinenwertungen des Skilanglauf-Weltcups gewertet.
| Platz                        | 1   | 2   | 3   | 4   | 5  | 6  | 7  | 8  | 9  | 10 | 11 | 12 | 13 | 14 | 15 | 16 | 17 | 18 | 19 | 20 | 21 | 22 | 23 | 24 | 25 | 26 | 27 | 28 | 29 | 30 |
| Gesamtwertung Nordic Opening | 200 | 160 | 120 | 100 | 90 | 80 | 72 | 64 | 58 | 52 | 48 | 44 | 40 | 36 | 32 | 30 | 28 | 26 | 24 | 22 | 20 | 18 | 16 | 14 | 12 | 10 | 8  | 6  | 4  | 2  |
| Etappe Nordic Opening        | 50  | 46  | 43  | 40  | 37 | 34 | 32 | 30 | 28 | 26 | 24 | 22 | 20 | 18 | 16 | 15 | 14 | 13 | 12 | 11 | 10 | 9  | 8  | 7  | 6  | 5  | 4  | 3  | 2  | 1  |

## Preisgeld
Je Etappe wurden 10.000 Schweizer Franken unter den ersten drei Athleten verteilt.
| Platz           | 1     | 2     | 3     |
| Preisgeld (CHF) | 5.000 | 3.000 | 2.000 |

Unter den ersten 20 Athleten der Gesamtwertung wurden 90.000 Schweizer Franken verteilt
| Platz           | 1      | 2      | 3      | 4     | 5     | 6     | 7     | 8     | 9     | 10    | 11    | 12    | 13    | 14    | 15  | 16  | 17  | 18  | 19  | 20  |
| Preisgeld (CHF) | 22.500 | 17.500 | 11.000 | 9.000 | 6.750 | 4.500 | 3.500 | 2.500 | 2.250 | 2.000 | 1.750 | 1.500 | 1.250 | 1.000 | 750 | 650 | 550 | 450 | 350 | 250 |